# نظرية العلاقة بالموضوع
نظرية العلاقة بالموضوع (بالإنجليزية: Object relations theory)‏ أو نظرية علاقات موضوع  أو نظرية علاقات الشيء أو نظرية العلاقات بالشيء أو نظرية علاقات الشيء ونظرية العلاقات بالموضع كلها مسميات للنظرية ذاتها ولكن وفقًا للعديد من المصادر. تُعد نظرية العلاقة بالموضوع أحد مشاكل الأحاديث النفسية التحليلية.
بشكل عام، يُطلق على هذه المدرسة اسم المدرسة البريطانية. يركز علماء هذه المدرسة على السنوات الأولى من العمر التي يعتقدون أن فيها يتم وضع حجر أساس الشخصية الإنسانية. تُشكل العلاقات التي تحدث في السنوات الأولى شخصية الإنسان التي تستمر طوال حياته، لكون الطفل، لا واعيًا، يكون داخله تمثيلات أو صورًا مختزنة للشخصيات أو الموضوعات الهامة في حياته.
تحدد هذه التمثيلات الطريقة التي يستقبل بها نفسه والعالم والآخرين. بحسب هذه النظرية، تتشكل الشخصية من خلال طبيعة هذه المختزنات والعلاقات بينها. أي أن هذه التكوينات النفسية هي التكوينات التي تُشكل التركيب النفسي الداخلي للإنسان بدلًا من الهو والأنا والأنا العليا التي تكلمت عنها المدرسة التحليلية الكلاسيكية. إضافة إلى ذلك، فإن الدوافع الرئيسية للإنسان ليست دوافع بيولوجية ميكانيكية من جنس وعنف، وإنما هي دوافع علاقاتية نحو الحميمية وإشباع الاحتياجات النفسية الأساسية. يعتبر فيربراين و أوتو كيرنبيرج من المنظرين الأساسيين لهذه المدرسة.